# Kremmen
Kremmen är en stad i östra Tyskland, belägen i Landkreis Oberhavel i förbundslandet Brandenburg, omkring 40 km nordväst om centrala Berlin.  Staden ligger i utkanten av Berlin/Brandenburgs storstadsområde.

## Geografi
Kremmen ligger söder om ett stort kärr, Kremmener Luch, och staden uppstod under medeltiden vid en vägbank över kärret, Kremmer Damm.  Även skogsområdet Krämer söder om staden har sitt namn från Kremmen.

### Administrativ indelning
Kremmens stadskommun indelas i 7 orter som utgör egna kommundelar:
- Beetz
- Flatow
- Gross-Ziethen
- Hohenbruch
- Kremmens stadskärna
- Sommerfeld
- Staffelde

## Historia
Kremmen omnämns som boplats i skriftliga källor första gången år 1216, med stavningen Cremmene.  Staden fick stadsrättigheter år 1298.  Ortsnamnet har västslaviskt ursprung och betyder kiselsten.
I Kremmen slöts 20 juni 1236 Fördraget i Kremmen mellan å ena sidan de båda markgrevarna Johan I och Otto III av Brandenburg, och å andra sidan Vartislav III av Pommern.
Genom ett fördrag daterat 29 januari 1318 i Kremmen övergick Tempelherreordens gods i regionen, inklusive Tempelhof, i Johanniterordens ägo mot en betalning på 1250 mark, efter att ha förvaltats av markgreve Valdemar av Brandenburgs fogde sedan ordens upplösning 1312. I avtalet ingick även de brukliga rättigheterna och inventarier samt att markgreve Valdemar utnämndes till skyddsherre och ombud för johanniterna.

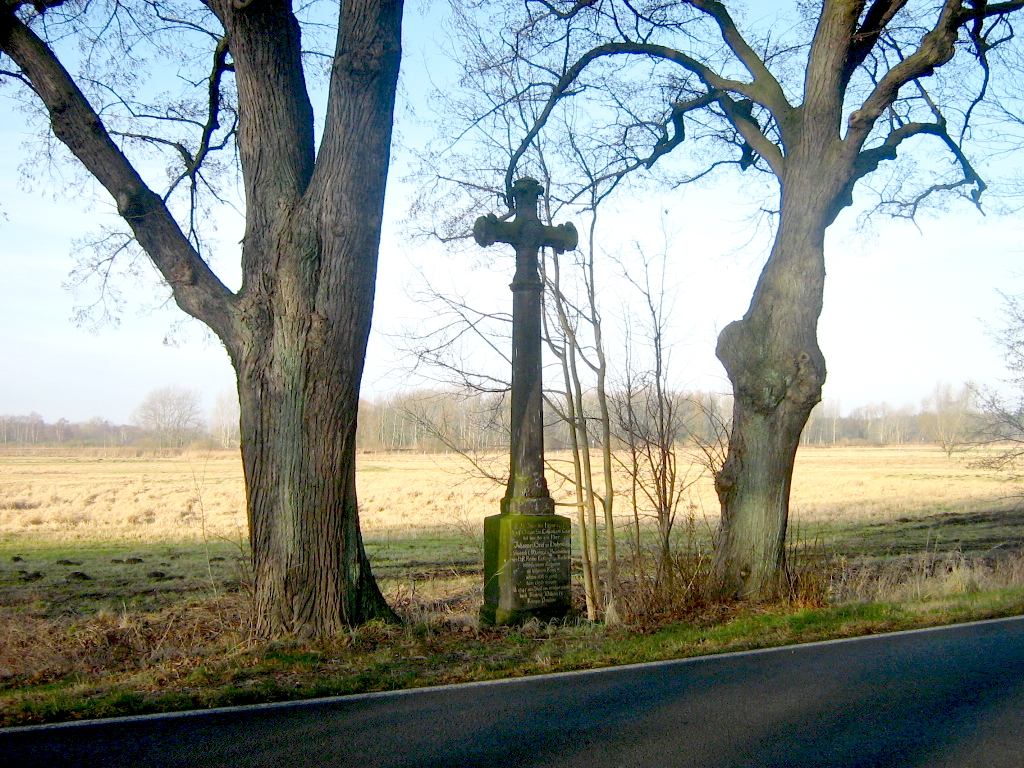
Minneskors över slaget vid Kremmer Damm 1412, rest år 1845.

Omkring vägen Kremmer Damm genom våtmarkerna norr om staden utspelades två större slag under medeltiden. I pommersk-brandenburgska kriget förlorade här markgreven Ludvig Brandenburgaren ett slag mot hertigarna av Pommern år 1332. År 1412 utspelades här ett nytt slag mellan Brandenburg och Pommern, som endast är känt genom sinsemellan motsägelsefulla legender. År 1845 lät kungen Fredrik Vilhelm IV av Preussen resa ett stenkors till minne av de fallna vid slaget år 1412. En av de fallna var riddaren och greven Johann von Hohenlohe, som slogs på den brandenburgska sidan.

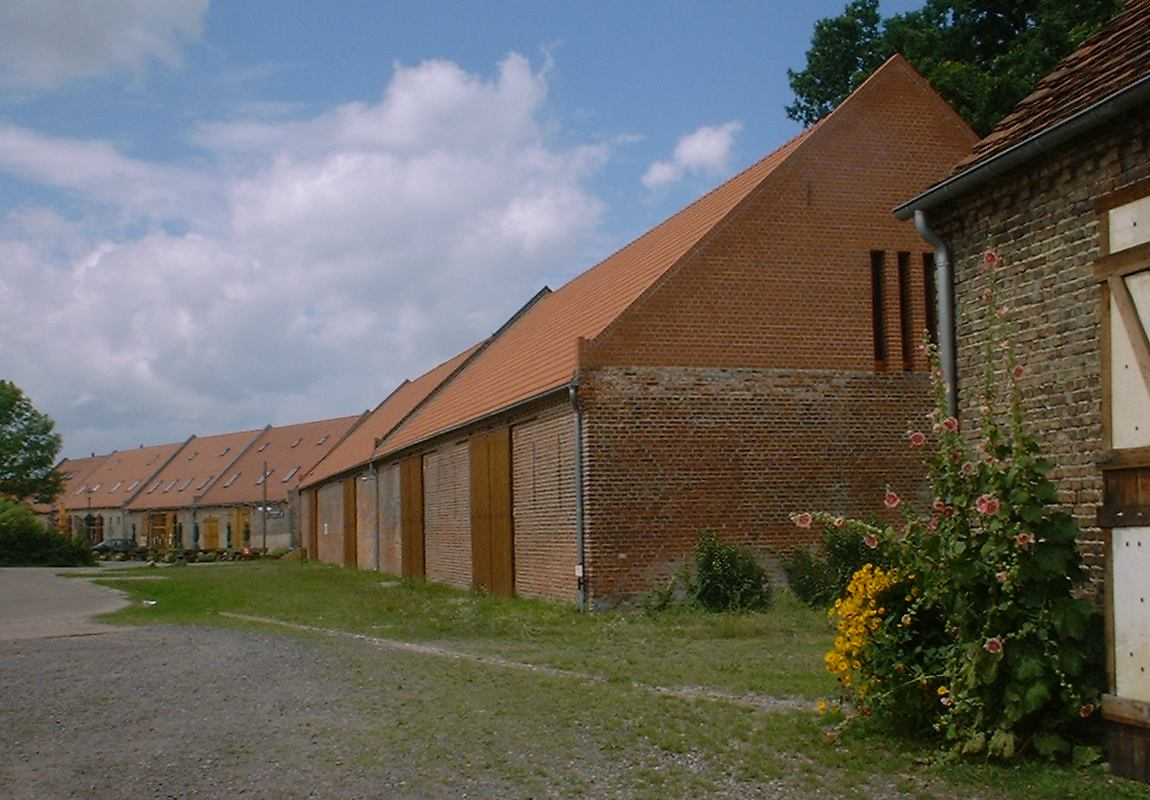
Ladugårdskvarteret i Kremmen

Kremmen drabbades i likhet med andra städer i regionen av pesten på 1600-talet. År 1606, 1630 och 1680 inträffade större stadsbränder. På grund av brandrisken beordrade kurfursten i mitten av 1600-talet att man i fortsättningen endast fick bygga ladugårdar utanför stadsmuren, vilket gav upphov till det historiska ladukvarteret (Scheunenviertel) i stadens utkant, som idag är det bäst bevarade i sitt slag i Tyskland.
År 1893 fick staden järnvägsanslutning till Berlin genom byggandet av järnvägssträckan Kremmener Bahn, och genom byggandet av ytterligare huvudsträckor och sidolinjer blev orten en mindre järnvägsknut under följande år.
Stadsdelen Orion i Kremmen hade under Nazityskland en bunkeranläggning som tjänade som ammunitionsfabrik. Bunkern skadades under kriget och resterna är sedan år 2000 helt rivna. Omkring orten var även luftvärnsenheter stationerade under andra världskriget.
Staden tillhörde den sovjetiska ockupationssektorn från 1945 och Östtyskland från 1949. Efter Tysklands återförening 1990 sammanslöts staden ihop med de omkringliggande kommunerna Beetz, Flatow, Gross-Ziethen, Sommerfeld och Staffelde till kommunalförbundet Amt Kremmen 1992.  Tillsammans med kommunen Hohenbruch i det dåvarande Amt Oranienburg-Land slogs de ingående kommunerna 31 december 2001 ihop till en enda kommun, Kremmens stadskommun, så att det tidigare Amt Kremmen upplöstes.

## Kommunikationer
Kremmen har en järnvägsstation där järnvägssträckorna Kremmener Bahn och Ruppiner Bahn möts.  Den tidigare sidolinjen mot Oranienburg och Nauen är sedan 1990-talet helt nedlagd. Staden trafikeras idag av regionaltåglinjen Prignitzexpressen i riktning mot Neuruppin och Wittenberge respektive Hennigsdorf och Berlin-Spandau.
Staden har en avfart (Kremmen) på motorvägen A24 mot Hamburg.  Motorvägen passerar genom södra delen av kommunen och ansluter här till Berlins ringmotorväg A10. Genom stadskärnan passerar förbundsvägen Bundesstrasse 273 (Potsdam - Nauen - Oranienburg - Bernau bei Berlin).

## Kända invånare
- Richard Dehmel (1863-1920), poet och författare.